# Mary Phinney von Olnhausen

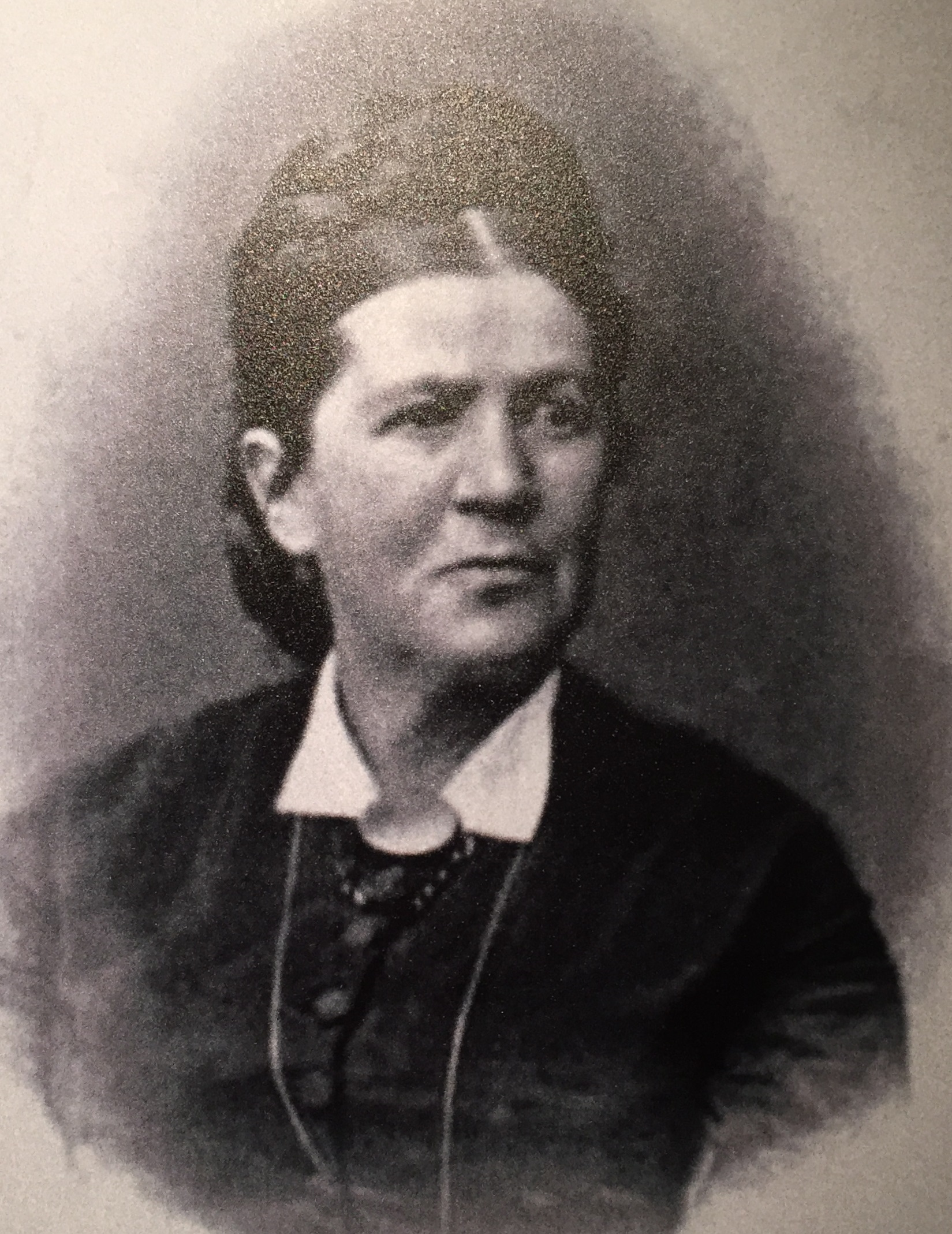
Porträt Mary Phinneys vom Frontispiz ihrer posthum veröffentlichten Tagebücher

Mary Phinney von Olnhausen (* 3. Februar 1818 in Lexington, Massachusetts; † 1902 in Boston) war eine amerikanische Krankenschwester und Abolitionistin. Aus ihren Tagebüchern ging das Buch Adventures of an Army Nurse in Two Wars (Abenteuer einer Armeekrankenschwester in zwei Kriegen) hervor. Die Tagebücher gelten als wertvolle historische Quelle für medizinische Techniken zur Zeit des amerikanischen Bürgerkriegs.

## Leben
Phinneys Eltern waren der Anwalt Elias Phinney und Catherine Bartlett Phinney. Mary Phinney war das fünfte von zehn Kindern und hatte sechs Schwestern und drei Brüder. Sie erhielt an mehreren Akademien eine Ausbildung. Als ihr Vater 1849 im Alter von 69 Jahren starb, wurde die elterliche Farm verkauft und sie „suchte eine Anstellung als Gestalterin von Druckerzeugnissen“ in den Manchester Mills. Dort traf sie einen Neffen von Wilhelm Heinrich von Kurrer, Gustav Baron von Olnhausen (1809–1860). Jener hatte das Königreich Sachsen nach den finanziellen Schwierigkeiten und Unruhen von 1848 verlassen und sein Schloss verkauft. Gustav von Olnhausen arbeitete als Chemiker in einer Färberei der Manchester Mills. Von Olnhausen und Phinney heirateten am 1. Mai 1858, als Phinney 40 Jahre alt war, er starb aber bereits zwei Jahre später.

## Militärdienst

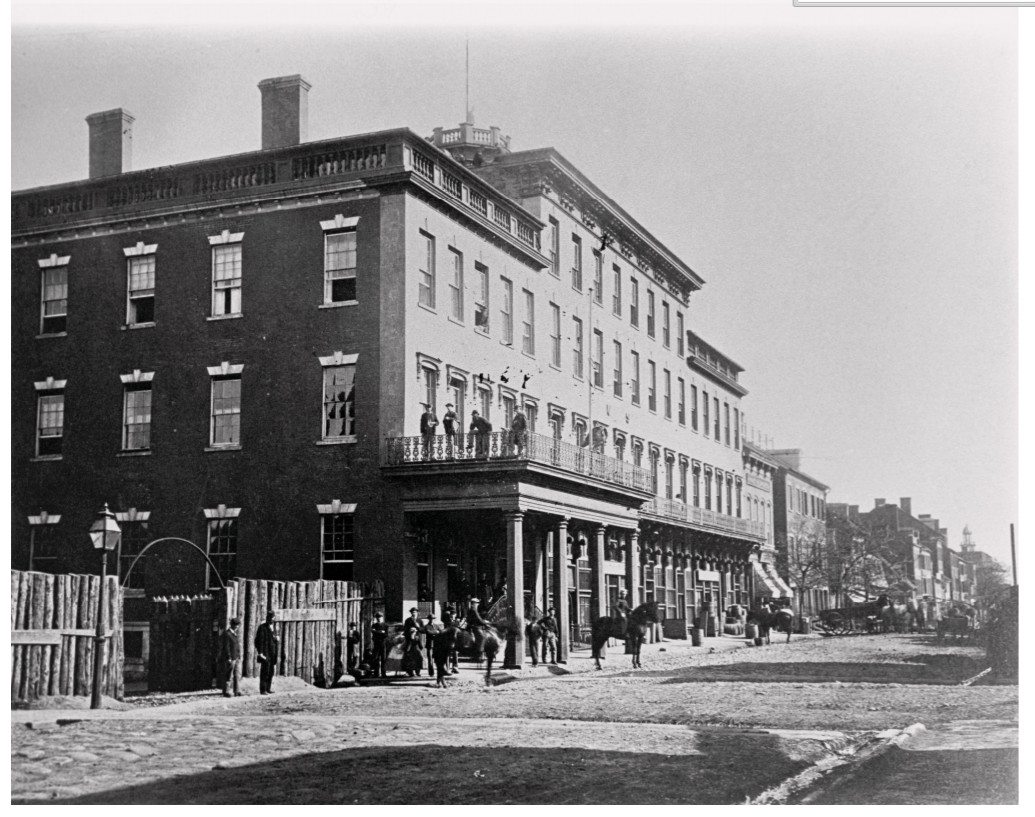
Mansion House Hospital, an dem Mary Phinney von Olnhausen Oberschwester war

Während des amerikanischen Bürgerkriegs diente Phinney von Olnhausen als Krankenschwester im Mansion House Hospital in Alexandria, Virginia, und im Mansfield General Hospital in Morehead, North Carolina. Zu ihren abolitionistischen Überzeugungen findet sich ein kurzer Eintrag im Tagebuch. Gegen Ende ihrer Dienstzeit in Smithville (North Carolina), im Juni 1865, äußert sie sich verständnislos über die Überzeugungen der kriegsgefangenen Soldaten der Gegenseite, die Sklaverei werde wieder etabliert werden.

„Can you believe that many of them still think slavery will be reestablished? Can one have a stronger proof of their ignorance?“

„Kannst du dir vorstellen, dass viele von ihnen immer noch glauben, dass die Sklaverei wieder eingeführt wird? Gibt es einen stärkeren Beweis für ihre Beschränktheit?“

Nach dem Krieg, im August 1865, wurde sie entlassen und kehrte nach Hause zurück, um ihrem Bruder in Illinois bei der Erziehung seiner Kinder zu helfen.
Mit dem Ausbruch des Deutsch-Französischen Krieges 1870 meldete sie sich freiwillig als Krankenschwester für den Dienst in der preußischen Armee und wurde als Baronin von Olnhausen aufgenommen. Sie diente in Feldlazaretten in Meung-sur-Loire und Vendôme, wofür sie 1873 von Kaiser Wilhelm I. mit dem Verdienstkreuz für Frauen und Jungfrauen ausgezeichnet wurde. Letzteres war jedoch aktiv an Kampfhandlungen Beteiligten vorbehalten. Phinney von Olnhausen starb im April 1902 in Boston.

## Miniserie Mercy Street
Im Jahr 2015 produzierte der amerikanische Fernsehsender PBS in der Reihe Masterpiece Theatre die zwölf Episoden umfassende Miniserie Mercy Street über das Mansion House Hospital, in dem Phinney diente, welche sich stark aus ihren Tagebüchern speiste. Die Hauptfigur, gespielt von Mary Elizabeth Winstead, basiert auf Phinneys Biografie.

## Weiterführende Literatur
- Pamela D. Toler, Ridley Scott: Heroines of Mercy Street: The Real Nurses of the Civil War. Little, Brown and Company, New York City 2016, ISBN 978-0-316-39207-5.